# Kanuites
Kanuites is een geslacht van uitgestorven zoogdieren, dat voorkwam in het Mioceen.

## Beschrijving
Dit 90 centimeter lange dier heeft tijdens zijn ontwikkeling qua uiterlijk eigenlijk niet veel veranderingen ondergaan en had veel kenmerken, die bij de huidige genetkatten uit het geslacht Genetta nog steeds bestaan. Het dier had een langgerekt lichaam met een lange hals en staart. De korte poten waren bezet met klauwen, die mogelijk konden worden ingetrokken.

## Leefwijze
Deze omnivoren hadden een zeer gevarieerd dieet van wormen, weekdieren, vissen, vogels, reptielen, aas, eieren en vruchten. Ze bewogen zich zowel voort in de bomen als op de grond.

## Vondsten
Resten van dit dier werden gevonden in Kenia.